# Теорія соціального конструктивізму в масових комунікаціях
Теорія соціального конструктивізму – соціологічна теорія пізнання, розвинена Пітером Бергером і Томасом Лукманом в книзі «Соціальне конструювання реальності» 1966 року. Ця теорія стверджує, що ідентичність є певним феноменом, що виникає внаслідок діалектичного взаємозв’язку індивіда та суспільства. Теорія соціального конструктивізму прийшла на зміну традиційній "дзеркальній теорії" Ч. Кулі (дзеркальної самості), що була поширеною при вивченні масової комунікації.

## Ідентичність в теорії соціального конструктивізму
Одним з ключових понять, що вивчає та досліджує теорія соціального конструктивізму є поняття «ідентичності». Ідентичність визначається як певний феномен, що виникає внаслідок діалектичного взаємозв’язку індивіда та суспільства. 
Через видозміни способів життя сучасного покоління, в порівнянні з попередніми, можна стверджувати про високу адаптивність з боку індивід(ів)ок щодо  трансформацій в економічній, політичній та соціально-культурних сферах їхнього життя. 
Внаслідок цього, теорія соціального конструктивізму передбачає тлумачення ідентичності - як певного нестійкого, аморфного, багатозначного та залежного від контексту утворення, що має на увазі можливість вибору з боку індивід(а)ки. 
Проте, важливим є розуміння того, що будь-який вибір здійснюється в рамках певного соціального контексту, що містить в собі задані спектри альтернатив та їхній потенційний набір інтерпретацій. Такий підхід дає змогу до виявлення багатозначної природи ідентичності та зображення способів її конструювання. Для пояснення ідентичності також застосовується поняття соціальних конструкцій - спільностей, що існують на основі історико-культурний відмінностей суспільства, які виникають та існують завдяки спрямованим зусиллям з боку індивід(ів)ок та створених ними інститутів. 
Вивченням та дослідженням теорії соціального конструктивізму займались такі науковці, як: Бергер, Лукман, Ф. Барт (феномен «етнічної межі»), Гідденс (поняття «етнічного маргінала»), Виготський, Піаже, Брайант, Мірон та інші.
В останні роки поняття «ідентичності» набуло чималої популярності в науковому середовищі та замінило собою раніше популярні поняття «самосвідомості» або самовизначення. 
Поняття «ідентичності» має різні тлумачення в соціології, антропології та психології. Проте, взаємні посилання, що прослідковуються в роботах представни(ків)ць різних наук дають змогу стверджувати, що поняття «ідентичності» має певне усталене ядро характеристик та тлумачень, яке буде зберігати свою сталість, незалежно від наукового контексту його використання.
Розмова про ідентичність увійшла до наукового дискурсу через роботи Джона Лока та Д. Юми, внаслідок появи їхніх праць –  «Досвід людського розуміння» та «Трактат про людську природу» відповідно. Найперше до вживання поняття «ідентичності» звернулись психологи, що було пов’язаним з діяльністю психолога Еріка Еріксона, який визначав ідентичність як певний стан самоототоження. Також розвитку цього терміна посприяли роботи Джеймса, Ясперса та Фрейда.
Відповідно до найпершого класичного трактування ідентичність сприймалась як знання про раціонального цілісного суб’єкта. Натомість згодом Ніцше висунув тезу щодо конфліктності та внутрішньої суперечності поняття «ідентичності», що давало можливість говорити про її плинність та змінність.
Загалом, дослідженням ідентичності займались такі вчені, як: Зіммель, Мід, Кулі, Барт, Фуко, Бодріяр та інші.

## Реальність як об'єкт дослідження та конструювання
При розгляді парадигми соціального конструктивізму в теорії масової комунікації ще одним важливим поняттям є феномен "реальності". Сучасні теоретики та теоретикині масової комунікації намагаються дослідити, яким чином засоби масової інформації впливають на конструювання реальності та які механізми відіграють ключову роль при формуванні світосприйняття споживачів та споживачок інформації.
Як і поняття "ідентичності", так і поняття "реальності" не має однозначного визначення та входить до застосування в таких науках, як: соціологія, антропологія, отнологія, гносеологія та соціальна філософія. Так, наприклад, одне з визначень пропонує розглядати "реальність" як категорію, що фіксує основи існування (для світу загалом або ж для будь-якого виду "існуючого"). А за визначенням Лосєва поняття "реальності" є дотичним до поняття "дійсності" та визначається як щось, що переживає реальні процеси існування та розвитку, що містить власну сутність та закономірність, а також містить в собі результати своїх власних дій та розвитку. 
Саме поняття "реальності" поділяють на актуальну, тобто таку, що існує в даний момент, та потенційну - таку, яка може відбутись. Крім того, виділяють такі види реальності, як:
1. Соціальна реальність (нередукована форма існування людської реальності, специфіку якої складає спільне буття індивідів та індивідок в спільно-організованих соціальних формах [6]);
2. Концесуальна реальність ("консенсусна" реальність, що є загальноприятною - та реальність, що складається під час процесів первинної соціалізації та відтворюється надалі);
3. Віртуальная реальність (використовується на позначення світу, що є створеним за допомогою технічних засобів та який засвоюється індивід(ом)кою через її(його) органи чуття, наприклад, слух, зір, дотик та інші). Іншими словами, з технічної точки зору, віртуальна реальність - це кібер-простір, що створється на основі базі комп'ютера, в якому через технічні засоби досягається повна ізоляція оператор(а)ки від "зовнішнього" світу, тобто усі канали органів чуття є "перекритими" від будь-якого зв'язку з оточуючим світом [7].
4. Медіареальність (буквально та реальність, яка створюється засобами медіа).

Таким чином, засоби масової інформації виконують функцію конструювання нової реальності, а не функцію пасивного відтворення існуючої реальності.

## Соціальний конструктивізм в мас-медіа
Теорія соціального конструктивізму належить до альтернативних поглядів на вивчення масової комунікації та передбачає вивчення медіа, що транслюють значення, визначення, ідентичності, з використанням якісних методів дослідження. Найважливішою ознакою цих парадигм є артикуляція ставлення до концепту «масове суспільство».
На початку 70-х років ХХ сторіччя мала місце парадигма радикального конструктивізму, що пов'язєуться з роботами Глазерсфельда, Варели та інших. Відповідно до цієї теорії, знання не сприймається як таке, що містить в собі відображення об'єктивної реальності, а радше є способом організації персонального досвіду в процесі життєдіяльності . Проте, в кінці 70-х років почала розвиватись парадигма соціального конструктивізму, яка наголошувала увагу на значимості понять "інтерпретації" та "суб'єктивної значимості" під час процесів конструювання реальності, через особисті або персональні знання та досвід.
Особливості людини як соціального виду передбачають її соціальність, що є вродженою. Через наявність в людей здатності до утворення та підтримки кумулятивності (накопичення) будь-яка людська діяльність узвичаюється, внаслідок чого вона стає зразком для наступного виконання. Спеціалізований розподіл праці та інновації відкривають шлях до інших узвичаєнь. Повна легітимація та засвоєння норм, традицій та розподілу, що існує в суспільстві відбувається завдяки процесу інституціоналізації - наслідку взаємної типізації узвичаєних дій різними індивід(а)ками. Таким чином, внаслідок того, що інститути характеризуються історичністю, загальним прийняттям та механізмом санкцій індивід(и)ки схильні сприймати їх як об’єктивну реальність.
Конструювання та сприйняття реальності є можливим завдяки процесам: 
- сигніфікації (процес наділення або усвідомлення індивід(ом)кою предметів, явищ, понять);
- використання "мови" як знакової системи, що сприяє об'єктивації реальності;
- інституціоналізацію;
- хабітуалізацію(цей термін використовується на позначення того, що певна дія перетворюється на "звичку" та в майбутньому, через постійне повторення, стає певним прикладом (зразком) для наслідування);
- легітимізація (процес, завдяки якому обгрунтовується та пояснюється існування інституціоналізованого світу в тому вигляді, в якому він існує на даний момент та в даний проміжок часу)[11].

Тобто, конструювання реальності вимагає відтворення складного процесу, що складається з послідовного ланцюга операцій: типізації, хабітуалізації, інституціоналізації, легітимізації та реіфікації. 
Відповідно мас-медії відіграють важливу роль (в першу чергу. через новини та розваги) у процесах узвичаєння, інституціоналізації та стабілізації соціальних систем.
Інноваційність та практична цінність парадигми соціального конструктивізму в масових комунікаціях полягає в тому, що на відміну від попередніх парадигми пропонували сприймати засоби масової інформації як такі, що відображають "об'єктивну" реальність, тобто таку, що відбувається насправді. Такі твердження базувались, в першу чергу, на дотриманні принципів та етики журналістики, а також знаходили підтримку в ліберальній теорії або теорії соціальної відповідальності масової комунікації. Тобто, підсумовуючи, відповідно до такого сприйняття функціонування масової комунікації, інформація, що надходить до споживачів та споживачок розглядається як правдива, об'єктивна та позбавлена суб'єктивного емоційного впливу журналістів та журналісток. 
Натомість, прихильники та прихильниці теорії соціального конструктивізму висунули тезу про те, що засоби масової комунікації відіграють безпосередню роль на формування та конструювання реальності (або, так званої, особливої медійної реальності).
Першу згадку на підтвердження даної парадигми можна знайти в роботах У. Ліпмана, який ввів поняття "псевдо-оточуючого середовища". Відповідно до цього поняття, індивід(ка) намагається пристосуватись не до оточення, а до "псевдо-оточення". Внаслідок того, що для кожно(го)ї з нас значна частина навколишнього середовища є недоступною (через наявність обмежених ресурсів), то медіа отримують змогу до конструювання нового бачення світу в індивід(ів)ок. А оскільки доступ людей до певної інформації є обмеженим, то вони, відповідно, втрачають змогу перевірити отримувану інформацію на факт достовірності та правдивості . Крім того, Ліпман зазначає, що для спрощення роботи з великою аудиторією та масштабним потоком інформації, масмедіа звертаються до використання стереотипів, що  полегшує їхнє спілкування та встановлення довіри з аудиторією.
Ще одним теоретиком, який використовував теорію соціального конструктивізму при дослідженні масової комунікації є Курт Левін. В своїх дослідженнях вчений приділяв увагу вивченню саме журналіст(ів)ок та редактор(ів)ок, які приймають безпосереднє рішення стосовно того, яка саме інформація стає доступною для споживачів та споживачок. На позначення ролі журналіст(ів)ок та редактор(ів)ок автор вводить поняття "ефекту воротаря", оскільки саме вони визначають які факти та події здійснюватимуть подальший вплив на конструювання реальності споживачів та споживачок. (дискурс)
Конструювання реальності та маніпулювання аудиторією через телевізійні засоби масової інформації досліджували К. і Г. Ленги, які в 50-х роках 20 сторіччя зробили висновок про те, що через спосіб подання інформації телевізійні засоби масової інформації мають здатність до посилення та "драматизації" повсякденної реальності. Цей висновок було зроблено на основі експерименту, метою якого було порівняння сприйняття інформації між групою глядач(ів)ок телевізійної програми та безпосередніми учасни(ка)цями самої події.(дискурс)
В 1960-х роках аналіз телевізійних новин журналістом Епштейном дав змогу досліднику зробити висновок про те, що реальність має нескінченну кількість інтерпретацій та розумінь з боку кожно(го)ї. Як наслідок, жодний засіб масової інформації не може слугувати джерелом об'єктивної незанагажованої інформації. 
Згодом М. Маккомбос та Д. Шоу ввели поняття "встановлення повістки дня" (agenda-setting), зміст якого полягає в тому, що саме ті події, які висвітлюють засоби масової інформації, сприймаються аудиторією як соціально-значимі та важливі. Крім того, як правило, внаслідок "встановлення повістки дня" встановлюється не одна повістка, а три, які включають в себе:
- Персональну повістку (значиму для само(го)ї індивід(а)ки);
- Міжособистісна (значима для член(ів)кинь певної мікрогрупи);
- Уявно-суспільна (та, яка має цінність для певної спільноти).

Найважливішою вважається саме уявно-суспільна повістка, оскільки через проговорення та обговорення самими індивід(ами)ками отриманної інформації, посилюється її соціальна значимість та важливість.

### Аналіз ролі та функцій медіа П.Бурдьє
У своїй книзі "Про телебачення та журналістику" [Архівовано 20 листопада 2016 у Wayback Machine.] П'єр Бурдьє зробив спробу до аналізу ролі та функцій засобів масової інформації в суспільстві, а також взаємодії цих двох систем. 
На думку дослідника, головна функція використання індивід(а)ками медіа полягає в процесі "самолюбовання". Тобто, згідно з такою гіпотезою, люди використовують медіа для того, аби підвищити свою "видимість" в суспільстві, або просто для того, аби позначити своє "існування". 
У своїй теорії Бурдьє звертається до кількох ключових концепців та явищ:
- Цензура - яка виступає тим фактором, що впливає на процес конструювання реальності засобами медіа (цензура проявляється, наприклад, у визначення тривалості показу певної новини, способу подачі інформації, виборі та допуску актор(ів)ок від імені яких здійснюється повідомлення);
- Поняття "символічного порядку" (на думку дослідника, саме телебачення відіграє функцію підтримки існуючого символічного порядку через, так звані, omnibus - це факти, які не викликають шоку в аудиторії та які не мають у собі будь-якого навантаження, проте, вони сприяють утворенню всесуспільного консенсусу[13]). На практиці дія omnibus проявляється в тому, що вони привертають увагу аудиторії, проте, в той самий час не несуть в собі важливої чи значимої інформації.
- Рейтинг (на думку вченого, рейтинг є одним з найголовніших факторів, що впливає на роботу засобів масової інформації, оскільки їхня мета полягає в охопленні якомога більшої аудиторії; як наслідок, через обмежені часові ресурси та квапливість з боку редакційної групи журналіст(и)ки вимушені надавати аудиторії поверхневі знання, що сприяють формуванню викривленої реальності серед споживач(ів)ок);
- Поняття "поля журналістики" (це поняття використовується на позначення особливого світу журналіст(ів)ок, які через свій матеріал мають змогу до презентації власних позицій та поглядів щодо оточуючої реальності; саму "структуру поля" складають владні стосунки - наприклад, престижність журналіст(а)ки, ринкова доля певного каналу. Тобто, при аналізі роботи журналіст(а)ки важливим є врахування її(його) становища/посади в засобі масової інформації, а також характеристиками власни(ка)ці самого ЗМІ);

Таким чином, у своїй роботі Бурльє приділяє значну увагу вивченню роботі журналіст(ів)ок, оскільки, на його думку, вони відіграють чималу роль у допуску/недопуску інформації до аудиторії споживачів та споживачок. Крім того, через свій матеріал журналіст(и)ки отримують змогу до артикуляції власної точки зору на оточуючу реальність. Як стверджує сам автор:
| | Они пользуются уважением, не соответствующим их интеллектуальным заслугам |
| — Бурдье, П., О телевидении и журналистике/ П. Бурдье. – М.: Фонд научных исследований «Прагматика культуры», Институт экспериментальной социологии, 2002. – с.34 |                                                                           |

Крім того, саме "поле журналістики" значною мірою перебувають в залежності від зовнішніх факторів (через вплив економічного поля, які формуються через рейтинговий механізм). 
На думку Бурдьє "поле журналістики" характеризується такими рисами:
1. Посилює "комерційний" аспект інших полів;
2. Діє по специфічно-заданій логіці;
3. Зазнає постійного впливу ринку (через санкції клієнт(ів)ок або через рейтинговий механізм);
4. Перебуває під тиском постійної конкурентної боротьби, внаслідок чого одні ЗМІ контролюють роботу інших ЗМІ.

Таким чином, на думку автора, соціальна реальність конструюється через специфіку роботи засобів масової інформації, а також тих функцій і задач "поля журналістики", як взаємодіючої та відносно самостійної структури. 

### Конструювання реальності Н. Лумана
Основні ідеї конструювання реальності засобами масової інформації Ніклас Луман виклав у своїй праці "Реальність мас-медіа", в якій автор вивчає місце та роль масмедіа в сучасній суспільній системі. На думку автора, усі наявні знання індивід(ів)ок є отриманими внаслідок споживання продуктів масмедіа. Проте, суспільний рівень довіри до масмедіа не є абсолютним через усвідомлення того, що засоби масової інформації можуть звертатись до прийомів маніпуляції. 
Загалом, під поняттям "массмедіа" автор розуміє всі суспільні установи, які використовують технічні засоби для поширення повідомлень. Сама функція массмедіа за Луманом полягає управлінні самоспостереженням суспільної системи. А кожна комунікація, відповідно, сприяє конструюванню реальності, широкому поширенню якої сприяє система засобів масової комунікації.
При дослідженні масової комунікації автор використовує наступні ключові поняття:
- Комунікація (операція, яка дає змогу до перерозподілу існуючого знання/незнання, події, що є залежними від історичного контексту; комунікація відбувається всередині суспільства, проте, вона ніколи не відбувається між суб'єкт(а)ками або свідомістю);
- Поняття "суспільства як системи" (як система суспільство розглядається як таке, що здатне до самовідтворення, проте, цей процес є замкнутим для його власних операцій);
- Автопоезис (цей термін був введений біологами Ф. Варелом та Х. Матураном та використовується на позначення процесу відтворення живими системами своєї структури; відповідно, ці риси Луман переносить на людське суспільство);
- Форма та медіум (форма, в даному випадку, розглядається, як співвідношення, за допомогою якого система повідомляє про своє існування, вказуючи на протилежність; під поняттям "медіума" розглядається все, що є лише основою для втілення, проте, не самим втіленням);
- Бінарне кодування (під поняттям "коду" Луман має на увазі певну структуру, яка для кожного вибіркового елементу в межах своєї релевантної області може знайти та впорядкувати інший додатковий елемент; в такому випадку, третє значення виключається, а операція застосовується лише до двох універсальних значень коду - наприклад, бінарна опозиція понять "правда-брехня");
- Самореференція та інореференція (самореференція означає звернення системи до самої себе, в той час як інореференція використовується на позначення звернення до іншого, чужого);
- Структурна відповідність (використовуючи це поняття, Луман пояснює, яким чином система є пристосованою до оточуючого світу);
- Спостереження (в даному випадку, синонімом до цього терміна можна визначити поняття "пізнання", що уособлює собою ще один вид операції системи).

Наостанок, слід зауважити, що у своїй роботі Луман звертається до існування двох реальностей: реальної реальності (що складається з операцій медійної системи) та конструкції реальності. Самі засоби масової інформації автор презентує як відокремлені систему з закритими операціями та здатністю до автопоезису, що функціонує на основі двійкового коду "інформації-неінформації". 

## Модель Гемсона
Модель Гемсона – це модель, яка наголошує увагу на інтерпретативних преференціях методу соціального конструктивізму, його спрямованості на аналіз публічних дискурсів, зорієнтованості на розгляд масової комунікації як системного елемента культури. 
Як стверджує автор Почепцов:
| | Теорія комунікації набирає особливої ваги саме як теорія комунікації з масами, коли виникає потреба розмовляти з великими соціальними групами, впливати на них. Це - найважливіший тип комунікації, що може формувати нації і країни, підтримувати їхню спільноту як єдиного організму |
| — Теоретичні аспекти журналістики. Конструктивістські підходи як стратегія дослідження національної ідентичності у публіцистичному дискурсі, Дзюба, с. 186 | |

У вітчизняну науку ця модель увійшла завдяки діяльності Г. Почепцова. 